# Phytoen-Desaturase
Phytoen-Desaturasen sind an der Carotinoid-Biosynthese beteiligte Enzyme aus der Gruppe der Desaturasen. Sie katalysieren die Dehydrogenierung von 15-cis-Phytoen. Unterschieden wird zwischen bakteriellen und pilzliche Phytoen Desaturasen (CRTI) und pflanzlichen und cyanobakteriellen Phytoen Desaturasen (PDS).  CRTI katalysiert die Umwandlung von Phytoen direkt zu all-trans-Lycopin. Die komplette Umwandlung in Pflanzen und Bakterien erfolgt über vier Enzyme (PDS, ζ-Carotin Isomerase, ζ-Carotin Desaturase, Cis-Trans Isomerase), von denen PDS den ersten Schritt zum ζ-Carotin katalysiert.

## Biochemie

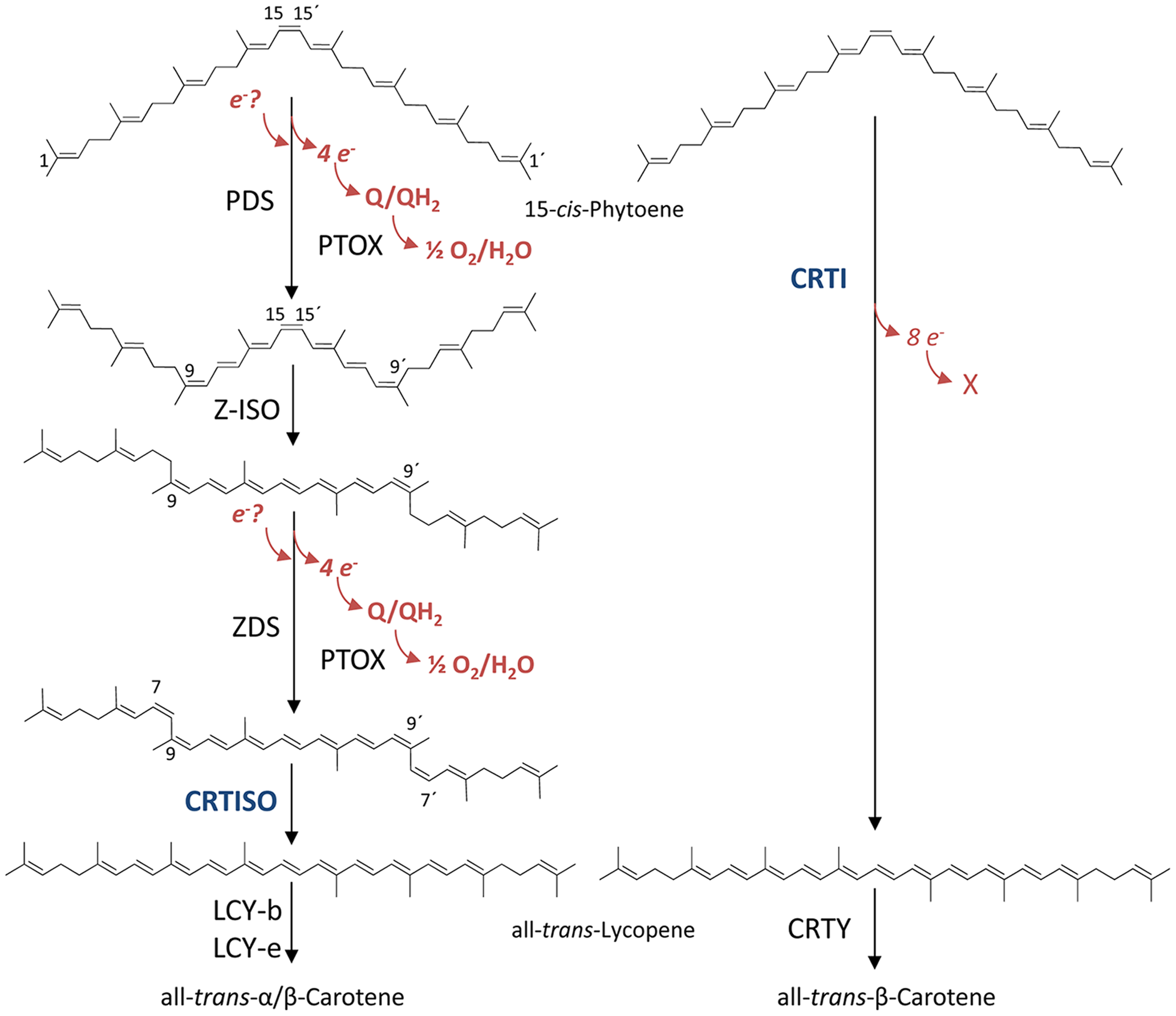
Die Umwandlung von Phytoen in Pflanzen und Cyanobakterien (links) im Vergleich zur Umwandlung in Bakterien und Pilzen (rechts).

Bei der Umwandlung von 15-cis-Phytoen in all-trans-Lycopin werden insgesamt vier neue Doppelbindungen ins Substrat-Molekül eingeführt. Die Oxidation des Phytoens erfolgt dabei unter Reduktion von FAD, welches sowohl in bakteriellen als auch in pflanzlichen Phytoen Desaturasen enthalten ist. Während CRTI den gesamten biochemischen Pfad zu Lycopin darstellt, erfolgt bei PDS lediglich die Katalyse zu 9,15,9'-tri-cis-ζ-Carotin. Dabei werden an Position 11 und 11' der symmetrischen Kohlenstoffkette zwei neue Doppelbindungen eingeführt und an Positionen 9 und 9' die Doppelbindungen von trans nach cis isomerisiert. Die bei dieser Reaktion entfernten Elektronen werden über FAD an Plastochinon abgeführt und über terminale Oxidasen letztlich zur Sauerstoff-Reduktion genutzt.

## Verwendung
Einige Herbizide wie Norflurazon, Diflufenican und Picolinafen wirken durch Hemmung der PDS. Dabei blockiert das Herbizid die Bindestelle von Plastochinon innerhalb des Enzyms. Da das Ausschalten des PDS-Gens in Pflanzen ein Ausbleichen der Pflanze bewirkt, wurde dieser Effekt zur Präsentation von effizienter Genomeditierung mittels CRISPR/Cas9 genutzt.
Im Goldenen Reis wurde neben einer Phytoensynthase und Lycopincyclase aus der Narzisse das Gen einer bakteriellen Phytoen Desaturase in das Reisgenom integriert.